# 아이다 벨 웰스
아이다 벨 웰스버넷(영어: Ida Bell Wells-Barnett, 1862년 7월 16일 ~ 1931년 3월 25일)는 미국의 흑인 언론인, 신문편집인, 여성참정권론자, 사회학자, 여성운동가, 지공주의자, 초기 민권운동 지도자이며 19세기 흑인 여성 운동가의 상징으로도 불린다.
1909년에 전미 흑인 지위 향상 협회(NAACP)를 설립한 사람들 중 한 명이다. 흑인이라는 이유로 기차 1등석에서 쫓겨난 뒤 철도회사를 상대로 소송을 벌였다는 점에서, 1955년 몽고메리 버스 보이콧 운동을 주도했던 로자 파크스를 앞섰던 흑인 여성 인권운동가라고도 불린다.

## 생애

### 어린 시절
1862년 7월 16일, 미시시피주에서 제임스 웰즈 (James Wells)와 엘리자베스 "이지 벨" 워런튼 (Elizabeth "Izzy Bell" Warrenton) 사이에서 노예 가정의 딸로 태어났다. 1878년 부모가 황열병으로 죽게 된 이후, 웰스는 미성년의 나이에 동생들을 돌봐야만 했다. 고등학교 중퇴 후, 나이를 속여 교사로 일하면서 휴식 시간마다 틈틈이 공부를 했다.
웰스는 언론인이 되기로 마음먹었다. 그 배경에는 흑인에게 동등한 대우를 보장한 1875년 시민권법이 10년도 채 되지 않은 해인 1883년 무효화되고, 남부에서는 1876년부터 공공장소에서 흑인·백인 분리와 차별을 규정한 짐크로 법이 시행되는 시대 상황이 있었다. 그의 목표는 ‘흑인을 위해 흑인에 대해 기록’하는 것이었다.

### 법정 공방
1884년 5월 4일 테네시주의 기차의 1등석에 앉아 있던 웰스를 향해 승무원이 열차 내 흡연 칸으로 가라고 지시했다. 웰스는 1등 칸 표를 구매했다고 설명했지만, 결국 승무원을 포함한 건장한 남성 3명에 의해 강제로 끌어내려졌다. 주변에서 지켜보던 사람들은 박수를 쳤다.
웰스는 집으로 돌아와 변호사를 고용해 철도 회사를 고소했다. 지방법원은 회사 측에서 웰스에게 500달러를 보상하라는 판결을 내렸다. 하지만 회사는 테네시주 대법원에 상고했다. 1887년 주 법원 판결은 하급심 판결을 뒤집었다. 웰스가 회사 측에 소송 비용을 보상해야 하는 처지가 되고 말았다. 이 법적 공방은 웰스가 본격적인 인권 운동을 펼치는 계기가 되었다.

### 멤피스에서의 린치 고발 언론 활동
1892년 3월 9일, 그의 흑인 친구 토마스 모스, 캘빈 맥도웰, 헨리 스튜어트가 검은 마스크를 쓴 75명의 남자들로부터 린치를 당한 끝에 사망하는 사건이 발생했다. 일찍이 흑인 남성 3명이 운영하던 식료품 가게에 손님이 많아지던 중, 구슬 게임으로 인한 다툼이 빌미가 되어, 경쟁 사업을 하던 백인들이 그 모습에 화가 나 가게를 공격해 싸움이 일어났는데, 그 과정에서 백인 한 명이 죽었다. 모스, 맥도웰, 스튜어트는 감옥에 갔지만 린치 무리들이 오전 2시 30분 경 이들을 끌어내 폭행하고 살해한 것이었다.
웰스는 자신이 공동 운영하고 편집장을 맡았던 지역신문 ‘멤피스 자유발언과 헤드라이트(Memphis Free Speech and Headlight)’에 사건 내용을 보도하고, 만연하게 벌어지는 흑인 대상 린치 행위를 비난했다. 이로 인해 그의 신문사가 백인 린치 무리에 의해 공격받는 일이 벌어지기도 했다.
물리적, 심리적 협박에도 불구하고 웰스는 린치를 당한 흑인 피해자들에 관해 계속 기사를 썼다. 린치 폭력의 심각성에 대한 주의를 환기시키기 위해, 백인들이 하는 사업에 대한 보이콧 운동을 벌이기도 했다. 더불어 “남부의 공포 : 모든 양상의 린치 법 (Southern Horrors: Lynch Law in all its Phases)”이라는 제목의 책을 펴내기도 했다. 책은 흑인을 대상으로 벌어진 부당한 린치 사건에 대한 웰스의 조사 내용이 담겼다. 서문에서 웰스는 저술의 동기를 다음과 같이 진술했다. "누군가는 이땅에서 흑인들이 피의자라기보다는 피해자라는 사실을 말해야 한다. 아마도 그것은 내가 해야 할 임무로 주어진 것 같다."

### 시카고에서의 지역 및 전국 단체 조직
20대 후반 멤피스에서 시카고로 이주한 웰스는 시카고 첫 흑인 신문 '컨서베이터'(Chicago Consevator·1873) 설립자인 퍼디난드 바넷(Ferdinand L. Barnett)과 함께 1893년 시카고 만국박람회에 흑인 목소리를 내기 위해 노력했다. 이후 바넷과 웰스는 결혼하여 동지적 관계를 유지하며 신문을 만들었고, 2남2녀를 낳아 길렀다.
웰스는 인종차별 수단인 대량 투옥(mass incarceration)을 연구하고 보호관찰관으로 일했다. 1893년에는 시카고의 아프리카계 미국인 여성들의 시민 단체인 "여성시대클럽 (The Women's Era Club)"을 조직했다. 1896년에는 "전미 흑인 여성 클럽 협회 (National Association of Colored Women's Clubs)"의 설립에 관여했다. 이윽고 1909년 웰스는 미국 대표 흑인 인권 단체인 전미 흑인 지위 향상 협회(NAACP)를 공동 설립했다.

### 후기 생애
1931년 3월 25일 웰스는 신부전에 수반되는 질환인 요독증으로 68세의 나이에 시카고에서 세상을 떠났다.

## 평가
뉴욕 타임즈는 웰스에 대해 “편견으로 고생했지만, 살아 있는 내내 미국에서 가장 유명했던 흑인 여성이자 미국의 가장 영향력있는 언론인 중 하나”라고 평했다

## 기념
2015년 7월 16일, 웰스의 153번째 생일을 맞아 구글 두들이 이를 기념했다.
2019년 2월 시카고 '콩그레스 파크웨이'(Congress Parkway)를 '아이다 B. 웰스 드라이브'(Ida B. Wells Drive)로 재명명 하는 조례를 승인하였다. 2월 11일 시 주요 인사들이 도로 인근 시카고 해롤드 워싱턴 도서관에 모여 기념 행사를 가졌다. 시 당국은 "시카고에 흑인 여성의 이름을 딴 도로가 생긴 것은 처음 있는 일"이라고 밝혔다.

## 번역된 저서
- 《Southern Horrors: Lynch Law in all its Phases》 [남부의 공포]. BookMaker. 2017.

## 관련 서적
- 필립 드레이 (2016). 《Yours for justice, Ida B. Wells :the daring life of a crusading journalist》 [진실은 힘이 세다 : 흑인 여성 언론인 아이다 웰스 이야기]. 번역 신재일. 스티븐 알콘 그림. 서울 : 북비 (일월서각). ISBN 9788974402716.[깨진 링크(과거 내용 찾기)]

## 같이 보기
- 로자 파크스